# Centro de Psicologia Aplicada
O Centro de Psicologia Aplicada(CENPA) foi criado em 11 de novembro de 1949 por meio da Lei Estadual 482 com o objetivo de “orientar vocações no meio escolar e estabelecer critérios para a seleção de pessoal destinado à administração pública e a organizações particulares”.
Quando de sua fundação, o CENPA foi chamado de Serviço de Orientação e Seleção Profissional (SOSP), inicialmente organizado pelo professor Emílio Mira y López e chefiado por Sincha Jerzy Schwarzstein. Ao longo de seu desenvolvimento o SOSP “tornou-se fonte de formação de recursos humanos em psicologia, pedagogia e de projetos que resultaram na criação dos primeiros cursos de Psicologia de Minas Gerais”.
Em 22 de setembro de 1994, aproximadamente 45 anos depois, o SOSP foi incorporado, juntamente com outras instituições, à Universidade do Estado de Minas Gerais (UEMG), transformando-se então no Centro de Psicologia Aplicada (CENPA).
Atualmente, o CENPA encontra-se subordinado à Reitoria da UEMG e está localizado no mesmo prédio do antigo SOSP. Desde 2002 está sob a direção da psicóloga Maria de Lourdes Costa Ribeiro, e, apesar das sucessivas transformações ao longo de sua história, o CENPA sustenta sua proposta inicial de “estudos e práticas ligadas à orientação vocacional de adolescentes e reorientação profissional de demanda espontânea”. . 